# Кампос, Матиас
Матиас Даниэль Кампос Торо (исп. Matías Daniel Campos Toro; родился 22 июня 1989 года, Сантьяго, Чили) — чилийский футболист. Играет на левом краю поля на позициях от защитника до вингера.

## Карьера

### Клубная
Воспитанник клуба «Аудакс Итальяно». Выступал за команду с 2005 года в течение 6 лет. В составе чилийского клуба Кампос стал вице-чемпионом Клаусуры—2006.
В 2011 году чилиец перешёл в «Гранаду», однако за испанский клуб в примере 2011/12 не сыграл ни одного матча, проведя вторую половину сезона в чилийском «Универсидад Католика» на правах аренды. В составе «католиков» Кампос сыграл в 5 матчей кубке Либертадорес.
В августе 2012 года Матиас Кампос был отдан в аренду итальянской «Сиене» до окончания сезона 2012/13

### В сборной
В 2005 году Матиас Кампос сыграл 1 матч за молодёжную сборную Чили.
За первую сборную Чили Кампос дебютировал 11 ноября 2011 года в отборочном матче к чемпионату мира против сборной Уругвая
.
7 сентября 2012 года полузащитник забил первый в своей карьере гол за национальную сборную — в ворота парагвайцев в отборочном матче к чемпионату мира
.

## Статистика

### Международная
| Матчи Кампоса за сборную Чили | Матчи Кампоса за сборную Чили | Матчи Кампоса за сборную Чили | Матчи Кампоса за сборную Чили | Матчи Кампоса за сборную Чили | Матчи Кампоса за сборную Чили | Матчи Кампоса за сборную Чили |
| ----------------------------- | ----------------------------- | ----------------------------- | ----------------------------- | ----------------------------- | ----------------------------- | ----------------------------- |
| №                             | Дата                          | Оппонент                      | Счёт                          | Голы Кампоса                  | Соревнование                  |                               |
| 1                             | 11 ноября 2011                | Уругвай                       | 0-4                           | -                             | Отборочный матч ЧМ—2014       |                               |
| 2                             | 15 ноября 2011                | Парагвай                      | 2-0                           | 1                             | Отборочный матч ЧМ—2014       |                               |
| 3                             | 22 декабря 2011               | Парагвай                      | 3-2                           | -                             | Товарищеский матч             |                               |
| 4                             | 16 февраля 2012               | Парагвай                      | 0-2                           | -                             | Товарищеский матч             |                               |
| 5                             | 1 марта 2012                  | Гана                          | 1-1                           | -                             | Товарищеский матч             |                               |
| 6                             | 12 апреля 2012                | Перу                          | 3-0                           | -                             | Товарищеский матч             |                               |

## Достижения
Командные
 «Аудакс Итальяно»
- Вице-чемпион Чили (1): Клаусура 2006